# Escobar Fold 1
El Escobar Fold 1 es un  Smatphone plegable basado en Android desarrollado por Escobar Inc. Se presentó el 2 de diciembre de 2019 en el 26.º aniversario de la muerte de Pablo Escobar. El dispositivo es capaz de abrirse para exponer una pantalla flexible del tamaño de una tablet de 7,8 pulgadas.
El móvil es en realidad un Samsung con una etiqueta dorada, lo cual constituye un plagio y una estafa, además de no ser entregado a los clientes que han pagado por el (en los pedidos que envían actualmente, incluyen una biografía escrita de Pablo Escobar. Y un cupón de actualización de teléfono. Pero el Escobar Fold 1. No lo envían)

## Especificaciones
El Escobar Fold 1 se maneja con Android 9.0 "Pie". El precio de venta al público comienza en $349 para el 6GB RAM / versión de 128GB de ROM. Diseñado con un cuerpo de color dorado, el teléfono inteligente plegable cuenta con una única pantalla AMOLED plegable, viene con 4.000 mAh y con una cámara dual de 16MP y 20MP en su bisel interior. Además de eso, el teléfono también viene con una configuración dual-sim, y cuenta con un sensor de huellas digitales.

## Controversia
El Escobar Fold 1 y Escobar Inc. fueron prohibidos de aparecer en el evento CES 2020 después de que la Asociación de Tecnología del Consumidor, que dirige el CES, determinó que la compañía "no encajaba bien" en el espectáculo. Posteriormente se descubrió que tanto la compañía como el teléfono eran una estafa al ser simplemente un Samsung Galaxy Fold disfrazado.